# O'Fallon Township (Missouri)
O'Fallon Township est un ancien township, situé dans le comté de Saint Charles, dans le Missouri, aux États-Unis,.